# Dryoptéris à crêtes
Dryopteris cristata
Espèce
Le dryoptéris à crêtes (Dryopteris cristata) est une espèce de fougères de l'hémisphère nord appartenant à la famille des Dryopteridaceae.
Cette fougère est en régression en France et n'est plus aujourd'hui présente que dans le Nord et l'Est du pays. Le dryopteris à crête est intégralement protégé en France métropolitaine (Arrêté du 20 janvier 1982).